# Ba-ta-clan

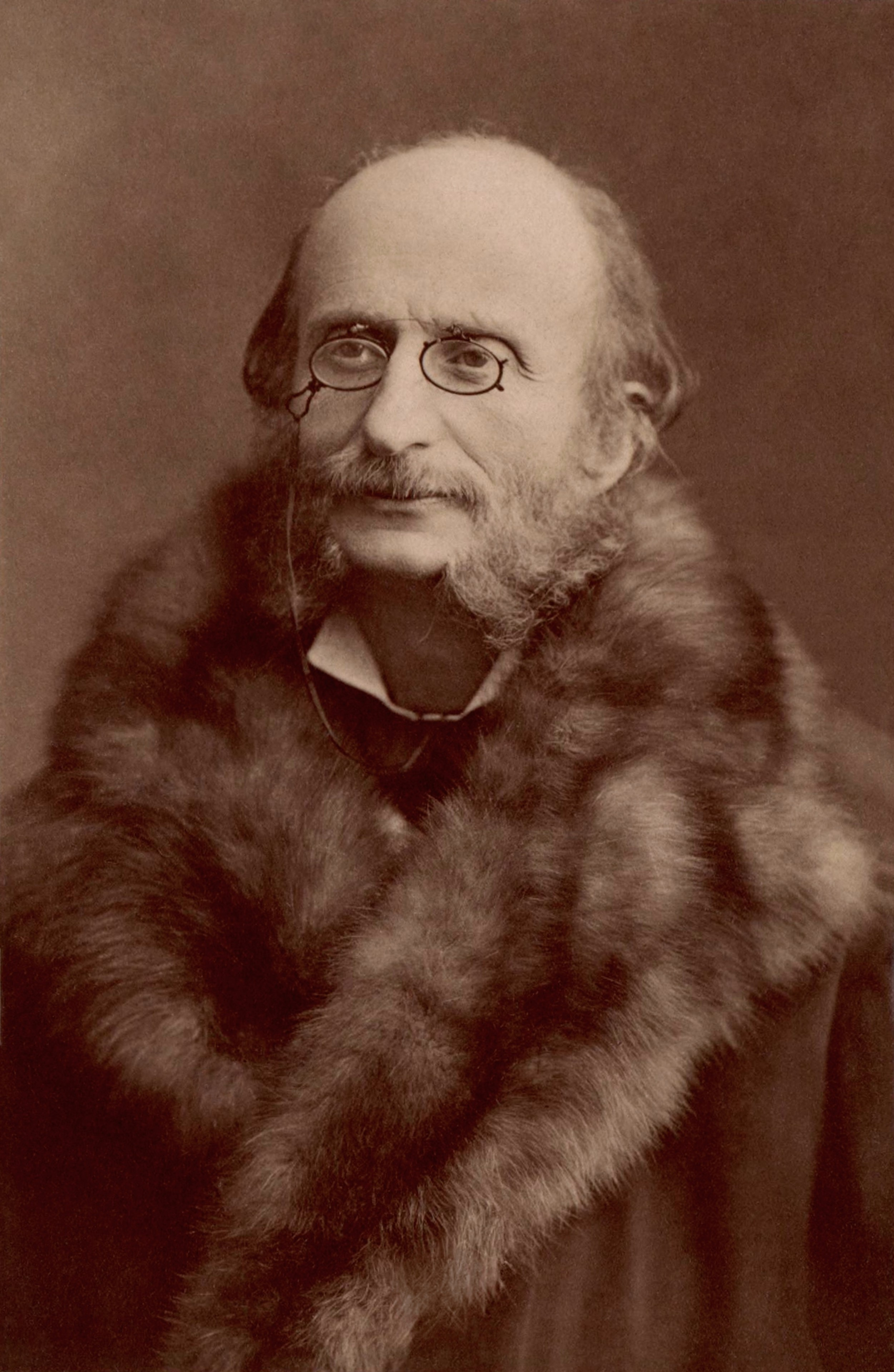
Jacques Offenbach

Ba-ta-clan är en operett (chinoiserie musicale - musikalisk kineseri) i en akt med musik av Jacques Offenbach och libretto av Ludovic Halévy. Den hade premiär den 29 december 1855 på Théâtre des Bouffes Parisiens i Paris.
Titeln är en ordlek på "bataclan", uppdelad i tre stavelser med bindestreck, som om det vore ett kinesiskt ord. Det franska uttrycket "tout le bataclan" kan översättas med "hela konkarongen" eller "rubb och stubb".

## Historia

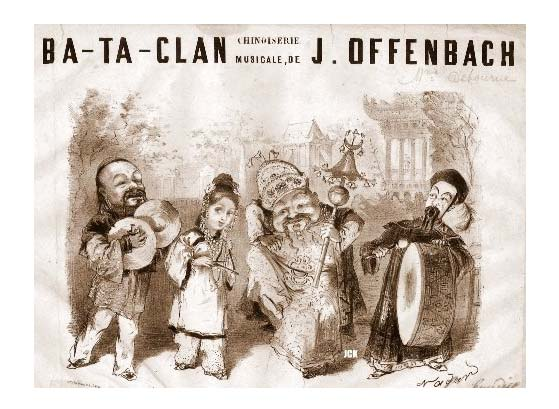
Teckning 1855

Ba-ta-clan var Offenbachs första stora succé och den första att spelas på hans vinterteater Salle Choiseul.  Verket var en satir över det mesta från samtida politik till konventioner inom grand opéra. Det spelades ofta i Paris, London och New York, och Offenbach utökade så småningom verket till en helaftonsföreställning med elva medverkande. Offenbachs tidiga operetter var småskaliga enaktare, då lagen i Frankrike begränsade musikaliska scenverk (operor undantagna) till enaktare med högst tre sångare och eventuellt några stumma karaktärer. 1858 ändrades lagen och Offenbach kunde komponera fullskaliga verk såsom Orfeus i underjorden.
1865 invigdes teaterscenen Bataclan i Paris, uppkallad efter operetten.
Ba-ta-clan framfördes i England den 20 maj 1857 på St James's Theatre under Offenbachs andra visit till London, arrangerad av hans svärfar John Mitchell. Offenbach tog med sig hela teaterkompaniet från Bouffes-Parisiens inklusive orkestern och framförde 19 olika verk varav 11 av honom själv. 1867 producerades verket som en tredelad föreställning på St George's Opera House i London (Ching-Chow-Hi) vid sidan av La Chatte métamorphosée en femme (Puss in Petticoats) och premiären på Arthur Sullivans The Contrabandista.
Från början var verket en pik åt kejsaren Napoleon III, men den satiriska handlingen är tidlös och kejsar Fé-ni-han kan representera vilken stor ledare som önskas. Tre år efter att andra franska republiken hade störtats och ersatts av andra franska kejsardömet kunde den falske kinesen göra narr av tidens chauvinism; allt styrs av staten, precis som i det påhittade Kina som avbildas på scenen.
Operetten framfördes den 2 april 1861 på Mindre teatern i Stockholm.

## Personer
| Roller             | Röststämma | Premiärbesättning 29 december 1855 (Dirigent: Jacques Offenbach) |
| ------------------ | ---------- | ---------------------------------------------------------------- |
| Fé-an-nich-ton     | sopran     | Marie Dalmont                                                    |
| Ké-ki-ka-ko        | tenor      | Jean-François Berthelier                                         |
| Ko-ko-ri-ko        | baryton    | Prosper Guyot                                                    |
| Fé-ni-han          | tenor      | Étienne Pradeau                                                  |
| Förste konspiratör | tenor      |                                                                  |
| Andre konspiratör  | tenor      |                                                                  |

## Handling

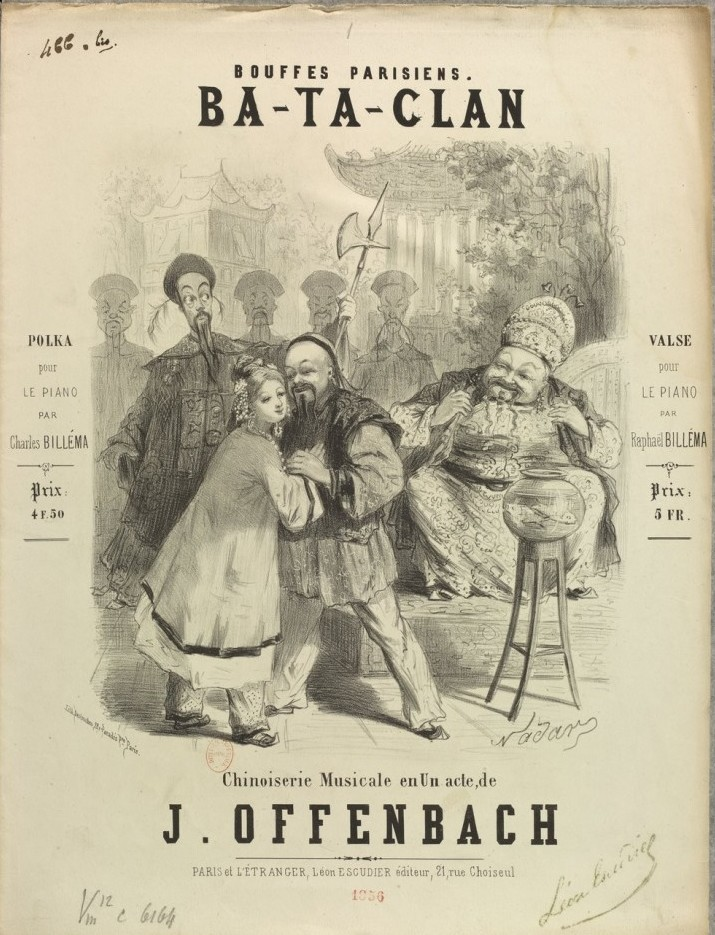
Nothäfte

Handlingen äger rum i Ché-i-no-or, i trädgården till kejsar Fé-ni-hans palats, med kiosker och pagoder. Vaktchefen Ko-ko-ri-ko står i spetsen för en konspiration att störta kejsaren. Operetten börjar med att konspiratörerna förklarar scenen på kinesiska. De går ut och prinsessan Fé-an-nich-ton läser en bok - La Laitière de Montfermeil av Paul de Kock; hon noterar att Ké-ki-ka-ko bläddrar igenom ett exemplar av La Patrie. De inser att ingen av dem är kineser utan fransmän. Ké-ki-ka-ko är Viscount Alfred Cérisy, en gång skeppsbruten vid Kinas kust och tillfångatagen, torterad och förd till palatset och dömt att endast sjunga rebellsången Ba-ta-clan. Fé-an-nich-ton erkänner i en sång att hon är Mademoiselle Virginie Durand, en sopransångerska som var på en Fjärran Östernturné för att inviga befolkningen i den franska repertoaren: Hugenotterna och Kameliadamen, La Juive och Les Rendez-vous bourgeois, Phèdre och Passé minuit, då hon togs tillfånga av Fé-ni-hans soldater. De två parisarna drömmer om hemlandet och Fé-an-nich-ton sjunger 'Ronde de Florette'. De bestämmer sig för att fly.
Konspiratörerna återvänder, men när de blir ensamma beklagar sig Fé-ni-han; i själva verket är han Anastase Nourrisson från Brive-la-Gaillarde och hans enda önskan är att återse Frankrike. Ko-ko-ri-ko kommer hotfullt tillbaka och han och Fé-ni-han sjunger en duett på låtsas-Italienska i stil med Bellini. I själva verket har Fé-an-nich-ton och Ké-ki-ka-ko blivit stoppade av Ko-ko-ri-ko när de försökte fly och kejsaren har dömt dem till döden.
Virginia och Alfred sjunger en sista gång La Ronde de Florette och Fé-ni-han blir förvånad att de talar franska, lika förvånade är de över att kejsaren talar deras språk. Fé-ni-han kör ut konspiratörerna och berättar att han för åtta år sedan fördes inför den riktige prins Fé-ni-han och fick höra att det enda sätt på vilket han skulle slippa avrättas vad att anta kejsaren roll. Han ger nu Ké-ki-ka-ko samma erbjudande men han vägrar och frågar varför en revolt är på uppgång. Fé-ni-han har av misstag dödat landets mest ädla men och nu hotas han av en konspiration. Ké-ki-ka-ko hotar att förena sig med konspiratörerna och kallar på dessa genom att sjunga hymnen "Ba-ta-clan" (mixad med koralen "Ein feste Burg" från "Hugenotterna"). Fé-ni-han får ett brev från en av konspiratörerna i vilket det avslöjas att han och Ko-ko-ri-ko också är fransmän och han lovar se till att de kan fly om han får bli kejsare. Allt slutar med en repris av sången "Ba-ta-clan" medan Fé-an-nich-ton, Ké-ki-ka-ko och Fé-ni-han förbereder hemfärden till Frankrike.

## Inspelningar
Jacques Offenbach: Ba-Ta-Clan, Orkester Jean-François Paillard, Kör Philippe Caillard
- Dirigent: Marcel Couraud
- Sångare: Huguette Boulangeot (Fé-an-nich-ton), Raymond Amade (Ké-ki-ka-ko), Rémy Corazza (Fé-ni-han), René Terrasson (Ko-ko-ri-ko)
- Inspelningsdatum: mars 1966
- Skivmärke: Erato 063-19 989-2 (CD, med Les Bavards)

Jacques Offenbach: Ba-Ta-Clan, L'Ensemble de Basse-Normandie
- Dirigent: Dominique Debart
- Sångare: Maryse Castets (Fé-an-nich-ton), Vincent Vittoz (Ké-ki-ka-ko), Bernard van der Meersch (Fé-ni-han), Michel Hubert (Ko-ko-ri-ko)
- Inspelningsdatum: 1986
- Skivmärke: Pluriel PL 3374 (CD)